# Psycore
Psycore var ett svenskt alternativ metal-band från Göteborg, aktivt mellan 1996 och 2000. Bandet släppte två studioalbum, en EP och fyra singlar.
Under 1998 turnerade Psycore med band som Clawfinger, Stuck Mojo och Sepultura. Gruppen spelade in musikvideor till "I Go Solo" och "The Zoo" som bland annat sändes i svenska Voxpop och internationellt på MTV.

## Medlemmar
- Markus Jaan – sång
- Carlos Sepulveda – gitarr
- Hansi Baumgartner – basgitarr
- Hans Wilholm – trummor

## Diskografi

### Studioalbum
- Your Problem (1998)
- I'm Not One of Us (1999)

### EP
- The Future Is a Fact (1997)

### Singlar
- "I Go Solo" (1997)
- "Medication" (1998)
- "Fullblood Freak" (1998)
- "The Zoo" (2000)